# شکارچی جایزه‌بگیر (فیلم ۲۰۱۰)
شکارچی جایزه‌بگیر (انگلیسی: The Bounty Hunter) فیلمی در ژانر کمدی رمانتیک به کارگردانی اندی تننت است که در سال ۲۰۱۰ منتشر شد.

## خلاصه داستان
مایلو بوید یک افسر سابق پلیس است که پس از اخراج از اداره پلیس به عنوان جایزه‌بگیر (کسی که افرادی که به قید ضمانت آزاد هستند ولی در دادگاه حاضر نمی‌شوند دستگیر می‌کند و تحویل پلیس می‌دهد) فعالیت می کند. مایلو مامور می شود تا همسر سابقش نیکول هارلی که خبرنگار موفقی است را دستگیر کند. فکر انتقام از نیکول این ماموریت را برای مایلو جداب‌تر می‌کند با این حال نیکول در حال پیگیری یک پرونده بسیار مهم است و حاضر نیست به راحتی تسلیم مایلو شود....

## بازیگران
- جنیفر آنیستون (نیکول هارلی)
- جرارد باتلر (مایلو بوید)
- کریستین برنسکی (مادر نیکول)
- جیسون سودیکیس( استوارت همکار نیکول)
- جف گارلین
- پیتر گرین
- کارول کین
- کتی موریارتی
- دیوید کاستابیل
- مت مالوی